# چارنا ویش کوشچیلنا
چارنا ویش کوشچیلنا (به لهستانی:  Czarna Wieś Kościelna) یک روستا در لهستان است که در گمینا چارنا بیاووستوتسکا واقع شده‌است. چارنا ویش کوشچیلنا ۶۳۰ نفر جمعیت دارد.